# Клодоалдо
Клодоалдо (порт. Clodoaldo, нар. 26 вересня 1949, Аракажу) — бразильський футболіст, що грав на позиції півзахисника. По завершенні ігрової кар'єри — тренер.
Більшу частину кар'єри провів у «Сантусі», а також виступав за національну збірну Бразилії. У складі збірної — чемпіон світу.

## Клубна кар'єра
Народився 26 вересня 1949 року в місті Аракажу, адміністративному центрі штату Сержипі.
Почав професійну кар'єру в 1966 році в клубі «Сантус», де виступали в ті роки Пеле, Карлос Алберто Торрес, Жозе «Пепе» Масія, Жилмар та інші великі гравці. Клодоалдо практично відразу пробився в основний склад «Сантуса», зайняв позицію опорного півзахисника. Він однаково добре грав і в нападі, і в захисті, відрізнявся хорошим дриблінгом, роздавав багато гольових передач.
У роки футбольної юності Клодоалдо «Сантус» виграв три розіграші Ліги Пауліста поспіль (1967, 1968, 1969). Потім команда дещо здала свої позиції, за час гри в ній Клодоалдо були виграні ще два розіграші (1973, 1978), але колишнього домінування більше не спостерігалося. Велике покоління 1960-х поступово йшло, а рівноцінної заміни йому не було. «Сан-Паулу», «Палмейрас», «Корінтіанс» виявлялися попереду у першості штату Сан-Паулу (також один титул виграла скромна «Португеза Деспортос», розділивши його в 1973 році як раз з «Сантусом»).
У 1968 році у складі «Сантуса» Клодоалдо виграв Суперкубок міжконтинентальних чемпіонів та Кубок Робертао (турнір-попередник чемпіонату Бразилії). І в клубі, і в збірній Клодоалдо грав під п'ятим номером. У тому ж 1969 році він став капітаном «Сантуса».
У 1979 році, після 14-ти сезонів, проведених у складі «Сантуса», 30-річний хавбек покинув клуб. Новий 1980 рік він розпочав у США, в клубі NASL «Тампа-Бей Раудіз». Команда посіла перше місце в Східному дивізіоні Американської конференції, а в плей-оф вилетіла в 1/4 фіналу, програвши «Сан-Дієго Соккерс».
Свій останній сезон у великому футболі, сезон 1981 року Клодоалдо провів на батьківщині, в клубі «Насьонал» (Манаус). Команда, домінувала у відверто слабкому чемпіонаті штату Амазонас і виграла його в черговий раз. По закінченні ж того сезону Клодоалдо у віці 32 років повісив бутси на цвях.

## Виступи за збірну
12 червня 1969 року дебютував в офіційних іграх у складі національної збірної Бразилії в переможному (2:1) матчі проти англійців.
У складі збірної був учасником чемпіонату світу 1970 року у Мексиці, здобувши того року титул чемпіона світу. Клодоалдо на турнірі провів шість матчів і забив один гол — у півфіналі проти Уругваю (3:1), зрівнявши рахунок в кінці першого тайму (до того бразильці програвали після гола Луїса Кубільї). У підсумку бразильці на тому турнірі виграли всі матчі і стали чемпіонами світу. У фіналі вони розгромили з рахунком 4:1 італійців, стомлених після важкої півфінального овертайму. Клодоалдо, надійний опорний хавбек, надавав неоціненну допомогу товаришам по команді як в захисті, так і в нападі, ставши одним з найкращих гравців першості.
Перед самим чемпіонатом світу 1974 року Клодоалдо отримав важку травму. Стояло питання про можливе завершення кар'єри, але Клодоалдо все ж зміг повернутися в футбол. Втім, рівень його гри після цього дещо впав і в збірну Бразилії, пропустивши той мундіаль, він більше не запрошувався — останнім його матчем за «селесао» стала товариська зустріч з греками 28 квітня 1974 року.
Протягом кар'єри у національній команді, яка тривала 6 років, провів у формі головної команди країни 39 матчів, забивши 1 гол.

## Кар'єра тренера
Двічі, обидва рази — протягом недовгого часу, тренував «Сантус» — спочатку в 1979 році як граючий тренер у своєму останньому сезоні за цю команду, а потім в 1982 році, обидва рази яких-небудь особливих успіхів він не досягав.
2010 року, повернувшись до тренерської кар'єри після тривалої перерви, очолив тренерський штаб збірної Східного Тимору, проте надовго в команді не затримався, так і не кваліфікувавшись на Чемпіонат АСЕАН.

## Титули і досягнення
«Сантус»
- Чемпіон Бразилії (володар Кубка Робертао) (1): 1968
- Чемпіон штату Сан-Паулу (5): 1967, 1968, 1969, 1973, 1978
- Володар Кубка Незалежності Бразилії (1): 1972
- Переможець Суперкубка Міжконтинентальних чемпіонів (1): 1968

«Насьонал» (Манаус, Амазонас)
- Чемпіон штату Амазонас: 1981

Збірна Бразилії
- Чемпіон світу: 1970
- Володар Кубка Рока: 1971